# Єпархія Ді
44°45′00″ пн. ш. 5°22′00″ сх. д. / 44.75° пн. ш. 5.3666666666667° сх. д.Колишня французька католицька єпархія Ді існувала з IV по XIII століття, а потім знову з 1678 року до Французької революції. Вона була закрита Конкордатом 1801, її територія була передана до єпархії Гренобля. Її кафедрою був Успенський собор.

## Історія

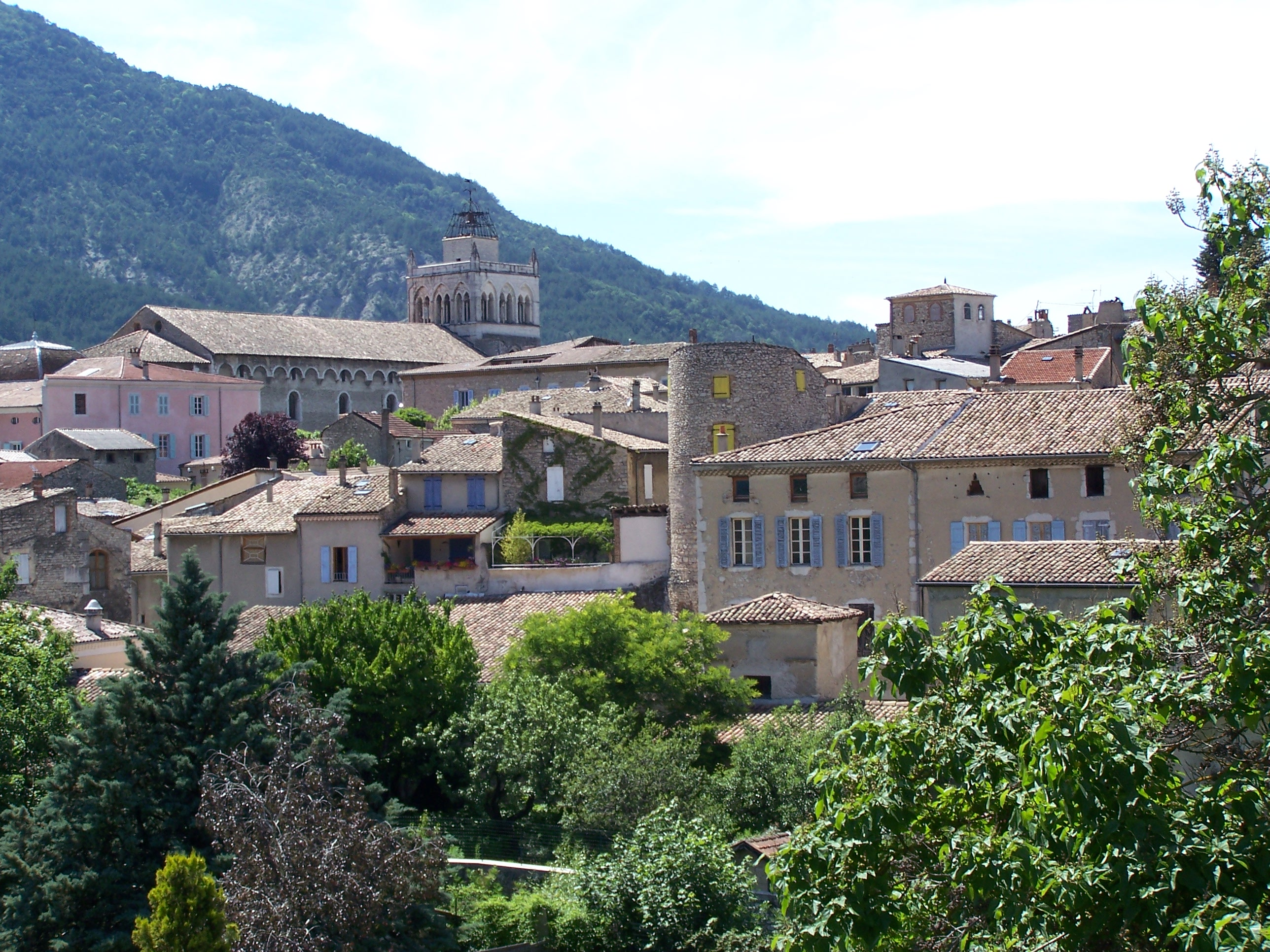
Собор Ді з квадратною вежею

Розташований на річці Дром, Ді був одним із дев’ятнадцяти головних міст племені Воконтії. Він був створений римською колонією імператором Августом у 20-х роках до нашої ери.
Картузіанець Полікарп де ла Рів'єр як першого єпископа Ді називає святого Мартіна (220 р.); його твердження піддавалося сумніву.  Найстаріший історично відомий єпископ святий Нікасій брав участь у Першому Нікейському соборі 325 року. Авденцій відвідав три регіональні ради: в Рієзі (439), Оранджі (441) і Вейсоні (442). Після них згадуються: святий Петроній, за ним його брат святий Марцелл (бл. 463), сповідник і чудотворець; Лукрецій (541–573), якому святий Ферреол Узський присвятив своє чернече правління. З різних причин  абат Жюль Шевальє опускає зі списку єпископів:  Св. Максима (VI ст.); Вульфіна (кінець VIII ст.); Екзуперія і Сатурніна (ІХ ст.). Іншими єпископами були: Гуго (1073–1083), висвячений у Римі Григорієм VII, став папським легатом останнього, головував на численних радах з реформування Церкви, а згодом став єпископом Ліону; Ісмідо (1098–1115) зі шляхетського роду Сассенаж; Урик (1129—1142), який виступив проти петробрусської єресі у своїй єпархії і став картузіанцем; Блаженний Бернар (1173–76); Стефан (1203–1208), колишній картузіанин у монастирі Порт; Блаженний Дідьє (Дезідерій) де Ланс (1213–1220).
Кафедральний собор Ді був присвячений Успінню Діви Марії. Кафедральний капітул мав два сани: декан і ризничник, а також десять інших канонів. У ХІІІ столітті єпархія була розділена в адміністративних цілях на чотири архіпресвітерії: протоієрей Ді, протоієрей Тривіліс (Трієв), протоієрей Дезерто, протоієрей Кріста. У Крісті існувала колегіальна церква, присвячена Святому Соверу, в якій були проректор, кантор і шість канонів.
Після ХІ століття єпархія Ді тривалий час була об'єктом суперечки митрополитів В'єнна і Арля, стала суфраганом архієпископства В'єна. 28 березня 1165 р. Папа Олександр III папською буллою підтвердив надання Церкві Ді з боку Арно де Креста і Гійома Пуатьє з абатств Сан Марсель де Ді, Сен-Медар, Сен-Круа, Сен-Жюльєн-де-Геніез, Леонсель і Сау. Бик також підтверджує володіння всім містом Ді і дев'ятьма містами-замками, включаючи Крісту. Папською буллою від 25 вересня 1275 року, щоб зміцнити церкву Валентії в її боротьбі з родом Пуатьє, Григорій X об’єднав єпархію Ді з єпархією Валентії. Через п’ять днів, 30 вересня, папа Григорій написав абату Амадею з Руссільону, повідомивши, що він був призначений єпископом Валентії у спадок від єпископа Гая, який помер у 1272 році. Не випадково Амадей Руссільонський був племінником Амадея Женевського, єпископа Ді. Амадей Руссільонський був присутній біля ліжка свого дядька, коли він склав свій заповіт 21 січня 1276 року. Єпископ Амадей Ді помер 22 жовтня 1276 року, а його племінник Амадей Руссільонський став єпископом Валенсії та Ді.
Цей союз, який тривав чотири століття, був невдалим для Церкви. Спільнота гугенотів, що походить від кальвінізму в Женеві, міцно закріпилася в Дофіне, зокрема в Альпійських долинах. Тому для боротьби з протестантизмом король Людовик XIV 22 жовтня 1685 року опублікував Фонтенблоський едикт, який скасував особливі права, надані протестантам у Франції Нантським едиктом. Король Людовик відновив єпархію Ді і в 1687 роціпризначив єпископа. З точки зору Римо-Католицької Церкви, однак, унія двох єпархій була канонічно розірвана в Консисторії від 7 липня 1692 року Папою Інокентієм XII. 10 вересня 1692 року єпископ Ді Арман де Монморен Сен-Ерем взяв інтерв'ю з Яковом II Англійським і Людовіком XIV. На прохання надати звіт про стан дофіне, зокрема, єпископ повідомив, що Ді повністю перебуває у руках гугенотів.
У 1790 році Цивільна конституція духовенства скоротила кількість єпархій у Франції зі 135 до 83 і наказала, щоб вони співпадали з новими відділами громадської організації. Кожна кафедра була уповноважена і наказала обрати свого єпископа; виборці не повинні були бути католиками, і сам цей факт створив розкол між Конституційною Церквою та конституційними єпископами та Римо-Католицькою Церквою. Єпископ Гаспар-Алексіс План де Ож'є протестував, а потім втік зі своєї єпархії; помер на еміграції в Римі в 1794 році. 21 лютого 1791 року конституційна єпархія Дрома обрала своїм «єпископом» Франсуа Марбоша, кюре з парафії Бур-ле-Валенс. Він був посвячений у Парижі 3 квітня 1791 року Жаном Батистом Гобелем з Парижа за сприяння єпископів Міродо і Гутта. Після Конкордату 1801 року він відмовився від своїх помилок і помер у спілкуванні з Римом у 1825 році.

## Єпископи

### До 1276 року
- Нікез: 325
- Авденцій 439
- Петроній
- Марцелл: 463
- Секулацій: 517, 518
- Лукрецій: 541, 573
- Павло: 585
- Максимум: 614
- Десідератій: 788
- Ремігій: 859
- Аврелій: 875
- Гемік: 879
- Ахідей: 957
- Вульфін (Вульфад): 974
- Конон (Куно): 1037
- П'єр I: 1055
- Ланселін 1073
- Гуг Римський 1082
- Понсе: 1084–1086
- Бернар
- Ісмідон (Ісмідон Сасенаж): 1097/8?–1115
- Петро II: 1116–1119
- Стефан: 1121–1127
- Ульрік (Одольрик): 1130
- Гуго: помер у 1159 році
- Петро III: 1163–1173
- Бернард: 1176
- Гумберт: 1199–1212
- Стефан Шатійонський: помер у 1213 році
- Дезидеріус де Форкальк'є (Дідьє де Ланс) 1213–1222
- Бертран д'Етуаль 1223–1235
- Умберто II 1235–1245 рр., пішов у відставку
- Амедей Женевський 1245–1276 рр.

Об’єднана з єпархією Валентії (1276–1687)

### З 1687 по 1801 р
- Даніель де Коснак: 1687–1691[17]
- Арман де Монморен Сен-Ерем: 1691–1694[18]
- Серафін де Пажо де Плуї: 1694–1701[19]
- Габріель де Коснак: 1701–1734 рр.[20]
- Даніель-Жозеф де Коснак: 1734–1741[21]
- Гаспар-Алексіс План де Ож'є 1741–1794, останній єпископ Валанса і Ді[22]

## Книги
- Brun-Durand, J. (1875). Notes pour l'histoire du diocèse de Die à propos du Gallia Christiana: continuation de H. Hauréau (French) . Valence: Chenevier et Chavet. [Lists of Bishops, Provosts, Deans, and Sacristans of the Cathedral of Die]
- Chevalier, C.U.J (1868), Documents inédits relatifs au Dauphiné.  Grenoble: Prudhomme.
- Chevalier, Jules (1879). Saint Pétrone et Saint Marcel Evêque de Die au Ve siècle: recherches historiques et documents liturgiques (French) . Montélimar: Bourron.
- Chevalier, Jules (1888). Essai historique sur l'église et la ville de Die: depuis les origines jusqu'à l'année 1276 (French) . Т. Tome Ier. Montélimar: impr. Bourron.
- Chevalier, Jules (1896). Essai historique sur l'église et la ville de Die: Depuis l'année 1277 jusqu'en l'année 1508 (French) . Т. Tome IIe. Montelimar: J. Céas.
- Chevalier, Jules (1903). La Révolution a Die et dans la vallée de la Drôme (1789-1799) (French) . Valence: J. Céas.
- Columbi, Jean (1652). De rebus gestis Valentinorum et Diensium episcoporum (Latin)  (вид. second). Lyon: Canier. с. 220.
- Duchesne, Louis (1907). Fastes épiscopaux de l'ancienne Gaule: I. Provinces du Sud-Est. Paris: Fontemoing. second edition (in French)
- Eubel, ред. (1913). Hierarchia catholica, Tomus 1 (вид. second). Münster: Libreria Regensbergiana.  (in Latin)
- Gams, Pius Bonifatius (1873). Series episcoporum Ecclesiae catholicae: quotquot innotuerunt a beato Petro apostolo. Ratisbon: Typis et Sumptibus Georgii Josephi Manz. (Use with caution; obsolete)
- Gauchat, Patritius (Patrice) (1935). Hierarchia catholica IV (1592-1667). Münster: Libraria Regensbergiana. Процитовано 6 липня 2016.
- Jean, Armand (1891). Les évêques et les archevêques de France depuis 1682 jusqu'à 1801 (French) . Paris: A. Picard. с. 480–481.
- Ritzler, Remigius; Sefrin, Pirminus (1952). Hierarchia catholica medii et recentis aevi V (1667-1730). Patavii: Messagero di S. Antonio. Процитовано 6 липня 2016.
- Ritzler, Remigius; Sefrin, Pirminus (1958). Hierarchia catholica medii et recentis aevi VI (1730-1799). Patavii: Messagero di S. Antonio. Процитовано 6 липня 2016.
- Sogno, Pierre (2007). Villages de la Drôme. Meylan: les points cardinaux. с. 20—41. ISBN 978-2-906728-32-5.